# Хао Кайчжи, Иоахим
Иоахим Хао Кайчжи  (кит. 郝開枝 教友, 1782 — 9 июля 1839, Гуйян) — святой Римско-Католической Церкви, мученик.

## Биография
Хао Кайчжи родился в 1782 году в провинции Гуйчжоу в нехристианской семье. В 1802 году Хао Кайчжи познакомился с Иосифом Чжан Дапэном, который рассказал ему о христианстве. После смерти отца Хао Кайчжи переехал вместе с матерью в Гуйян, где он вскоре принял крещение и женился на христианке. Через несколько лет его жена умерла и с тех пор Иосиф Хао Кайчжи стал жить в безбрачии. Иосиф Хао Кайчжи помогал католическим священникам в их пастырской деятельности, предоставляя им для жилья свой дом. 
Во время гонений на христиан в 1814 году Иосиф Хао Кайчжи был арестован с группой католиков. Не приняв предложение отказаться от исповедания христианства, был подвергнут пыткам, после чего его отправили в ссылку в Монголию, где он пробыл почти двадцать лет. Там он познакомился с другими священниками и верующими. В 1821 году Иосиф Хао Кайчжи участвовал в подавлении мусульманского восстания, за что китайский император разрешил ему вернуться на родину. В 1836 году Иосиф Хао Кайчжи снова был арестован и подвергнут пыткам, чтобы добиться от него отказа от христианства. В течение трёх лет он содержался в тюремном заключении и 9 июля 1839 года был казнён через удушение.

## Прославление
Иосиф Хао Кайчжи был беатифицирован 27 мая 1900 года папой Львом XIII и канонизирован 1 октября 2000 года папой Иоанном Павлом II вместе с группой 120 китайских мучеников.
День памяти в Католической Церкви — 9 июля.